# Clitocybe dealbata
Clitocybe dealbata (James Sowerby, 1799 ex Paul Kummer, 1871), sin. Omphalia dealbata (James Sowerby, 1799 ex Lucien Quélet, 1886), din încrengătura Basidiomycota în familia Tricholomataceae și de genul Clitocybe este, împreună cu specia foarte asemănătoare cu același habitat Clitocybe rivulosa, o ciupercă extrem de otrăvitoare și nu rar mortală. Ea este numită în popor între altele pâlnioară de fildeș sau ciuperca nădușelii. Acest burete este o specie saprofită care crește în grupuri cu multe exemplare precum  în cercuri de vrăjitoare și se poate găsi în România, Basarabia și Bucovina de Nord prin luminișuri ierboase, pe pajiști și pășuni, pe lângă drumuri și margini de ogoare, de la câmpie  până la munte, din (mai) iunie până în octombrie (noiembrie).

## Istoric

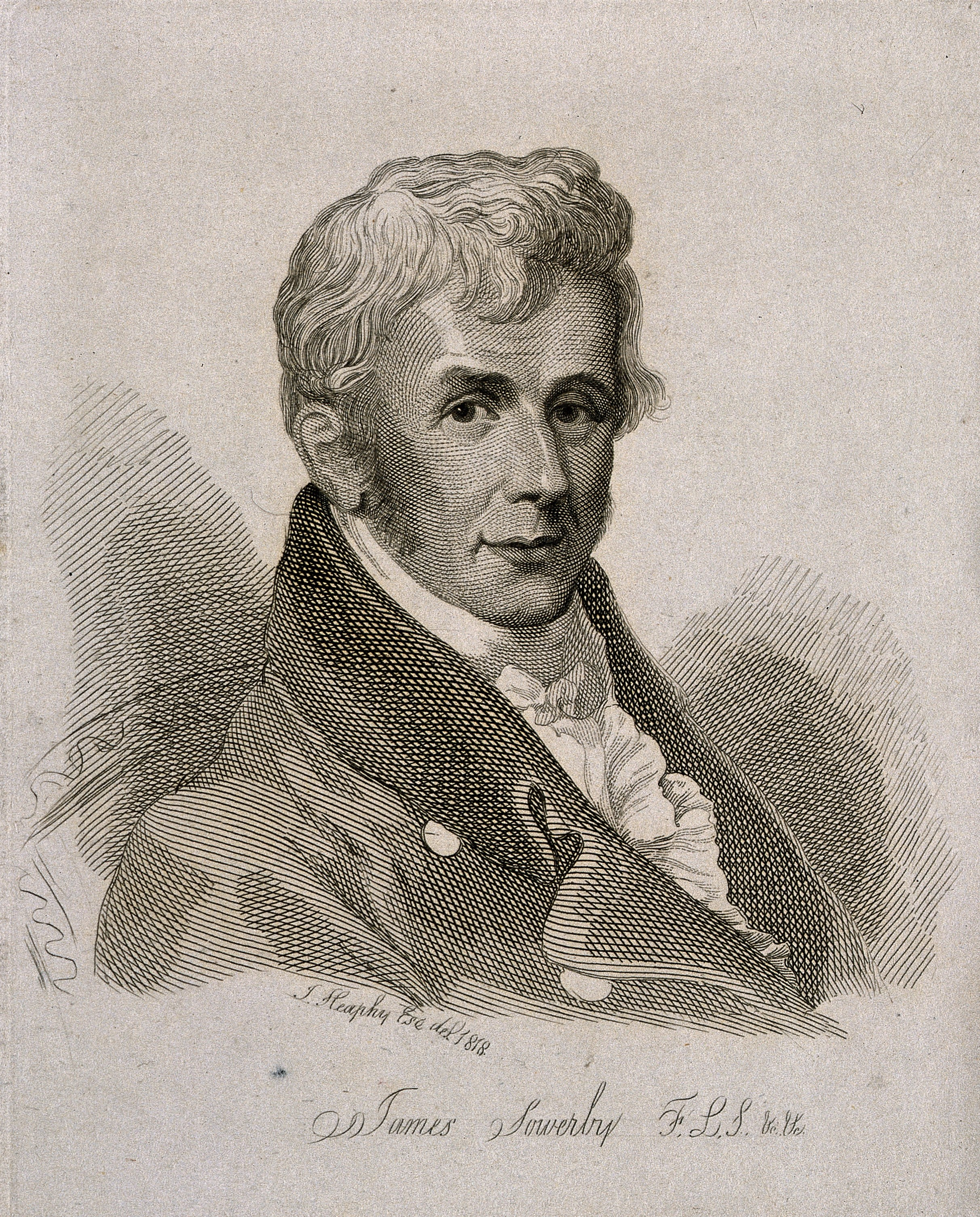
J. Sowerby

Primul savant care a descris specia, în anul 1799, a fost micologul englez James Sowerby (1757-1822), denumind soiul, în volumul 2 al lucrării sale Coloured Figures of English Fungi or Mushrooms, ca Agaricus dealbatus, redenumit sub numele actual Clitocybe dealbata (2016) de micologul german Paul Kummer în cartea sa din 1871 Der Führer in die Pilzkunde: Anleitung zum methodischen, leichten und sicheren Bestimmen der in Deutschland vorkommenden Pilze mit Ausnahme der Schimmel- und allzu winzigen Schleim- und Kern-Pilzchen.
Numele binomial Omphalia dealbata, dat de micologul francez Lucien Quélet în cartea sa din 1886 Enchiridion Fungorum in Europa Media et Praesertim in Gallia Vigentium aproape numai este folosit. De asemenea mai multe alte denumiri încercate, în primul rând văzute ca varietăți ale buretelui, pot fi astăzi neglijate.
Diverse surse actuale pretind, că Clitocybe dealbata ar fi numai o variație a speciei Clitocybe rivulosa, ce se pare elementar incorect, pentru că prima diferă nu numai în forma ei exterioară, ci și în caracteristicile reacției chimice. Cei mai mulți micologi precum și Index Fungorum sau Mycobank descriu două specii, vezi acolo:

## Descriere

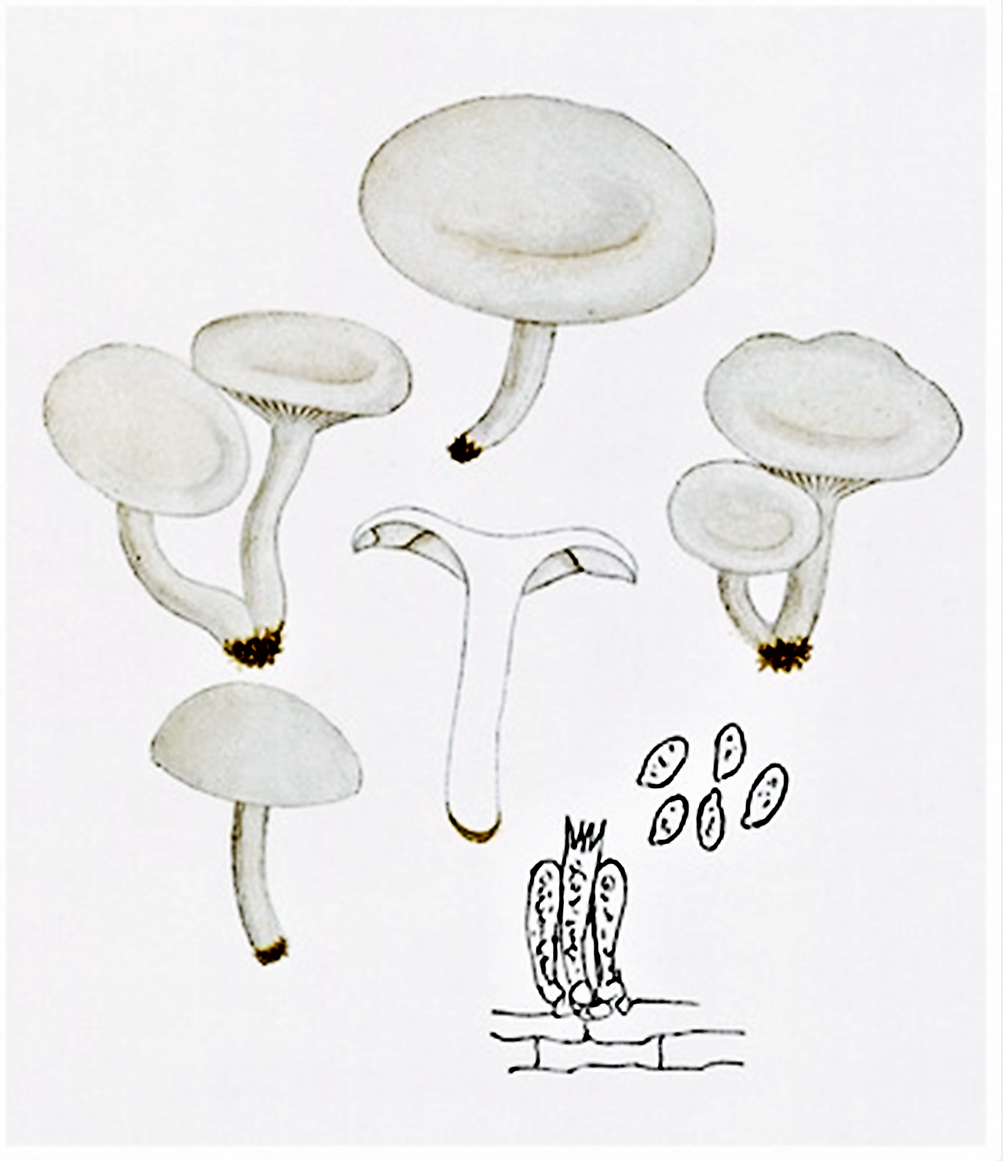
Bres.: C. dealbata

- Pălăria: are o mărime de 2,5-5,5 cm, este fibros-dură, inițial convexă, apoi plată și la sfârșitul perioadei de maturizare adâncită deseori în formă de pâlnie, fiind pentru mărimea ei destul de groasă. Marginea este foarte subțire, răsfrântă în jos și numai rareori ondulată. Cuticula este netedă acoperită de o brumă albă, care cade curând. La maturitate sau pe timp uscat este deseori crăpată. Coloritul este alb ca zăpadă sau fildeș, devenind doar la bătrânețe și gălbui sau ocru deschis.
- Lamelele: sunt aglomerate, subțiri, decurente la picior și de aceiași culoare cu pălăria.
- Piciorul: are o înălțime de  3–5 cm și o lățime de 0,3-0,6 cm, este alb, subțire și cilindric, foarte rezistent, subțiat în partea inferioară și fără manșetă, la început plin, apoi complet gol în interior. Și el se decolorează la bătrânețe ca pălăria.
- Carnea: este albă, higrofilă, destul de consistentă și fibroasă, cu un miros puternic asemănător celui de făina și gust aproape imperceptibil, ceva făinos.
- Caracteristici microscopice: are spori elipsoidali, netezi, neamiloizi (nu intră în reacție cu iod), cu o mărime de 4-5,2 x 2-3 microni. Culoarea lor este albă. Pulberea sporilor este uscată, albă, găbuind cu timpul.[2][3][4]
- Reacții chimice: Buretele se decolorează, altfel ca Clitocybe rivulosa, cu acid sulfuric brun-roșiatic, cu anilină repede roșu, cu tinctură de Guaiacum repede albăstrui, apoi albastru închis și cu hidroxid de potasiu imediat maro deschis.[12]

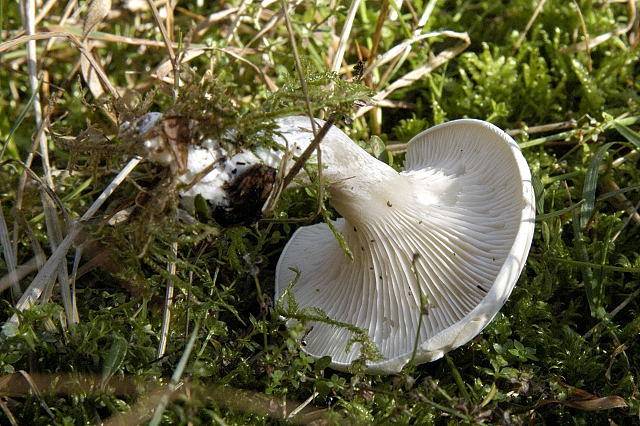
C. dealbata, lamele și picior
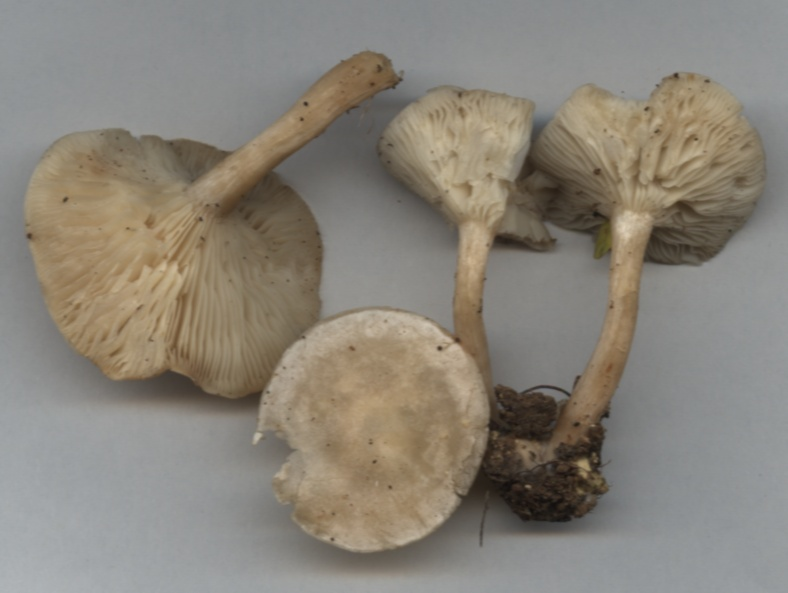
C. dealbata bătrână
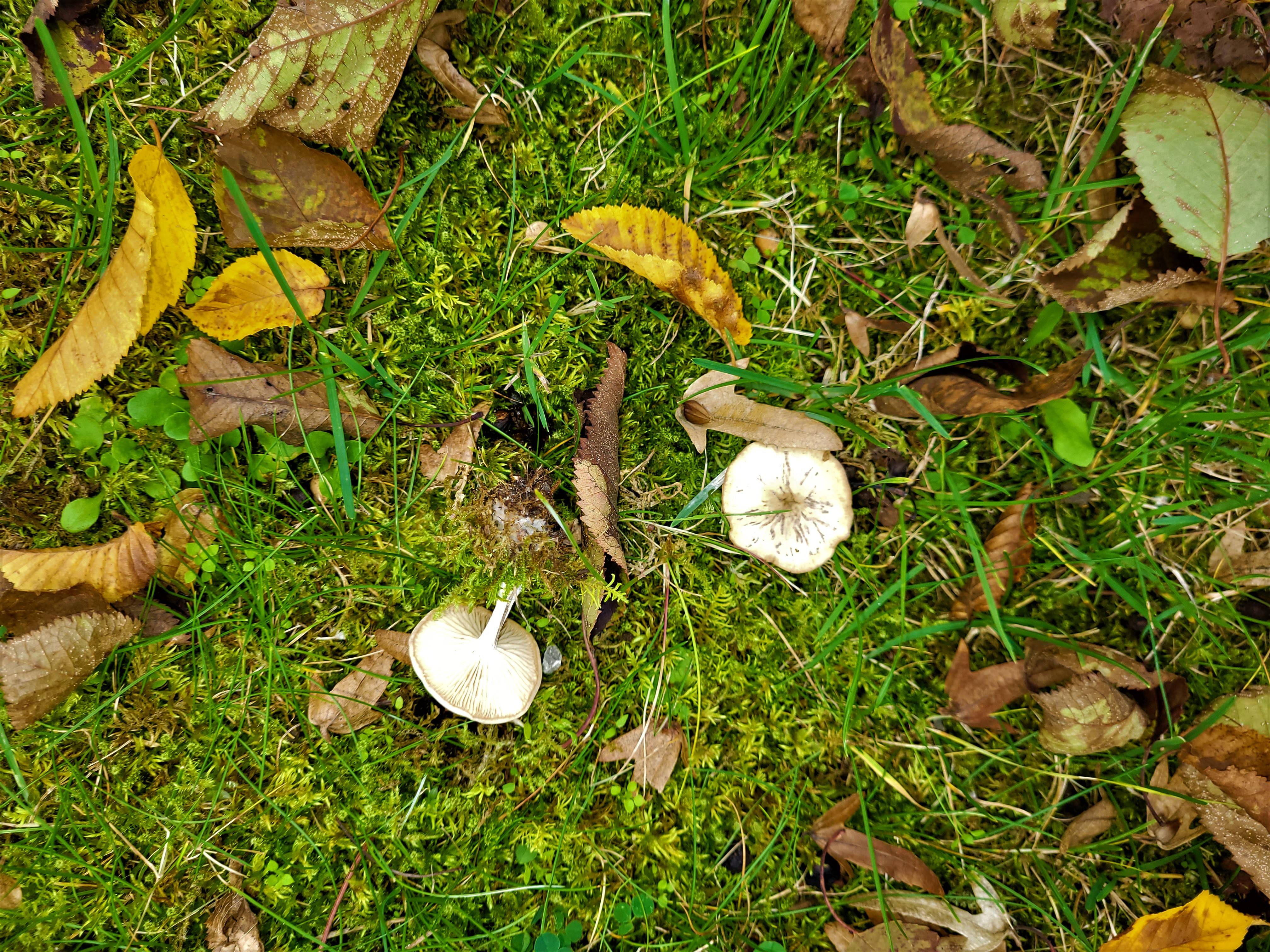
C. dealbata, prin iarbă
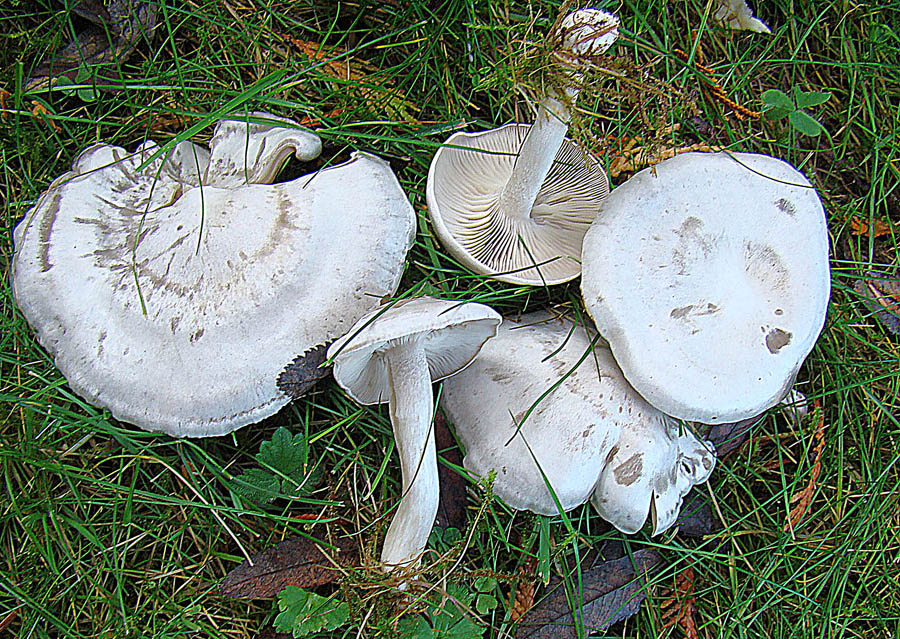
C. dealbata, extrem albe

## Confuzii
Buretele de fildeș fals poate fi confundat cu ciupercile tot atât de otrăvitoare Clitocybe candicans, Clitocybe fragrans (miros de anason, crește prin păduri), Clitocybe phyllophila, sin. Clitocybe cerussata, și Clitocybe rivulosa (fără miros de faină), dar și cu delicioasele Clitocybe odora (comestibil, forma albă, miros puternic de anason), Clitopilus prunulus, Calocybe gambosa, Marasmius oreades (extrem de periculos, fiindcă se dezvoltă în același locuri) precum cu Agrocybe dura (comestibilă) sau ciuperci de genul comestibil Hygrophorus, ca de exemplu Hygrophorus agathosmus, Hygrophorus chrysodon, Hygrophorus eburneus sin. Hygrophorus karstenii, Hygrophorus ligatus, Leucocybe connata sin. Clitocybe connata, Lyophyllum connatum (comestibil, saprofit), sau chiar și cu Oudemansiella mucida (comestibil, saprofit)

## Specii asemănătoare

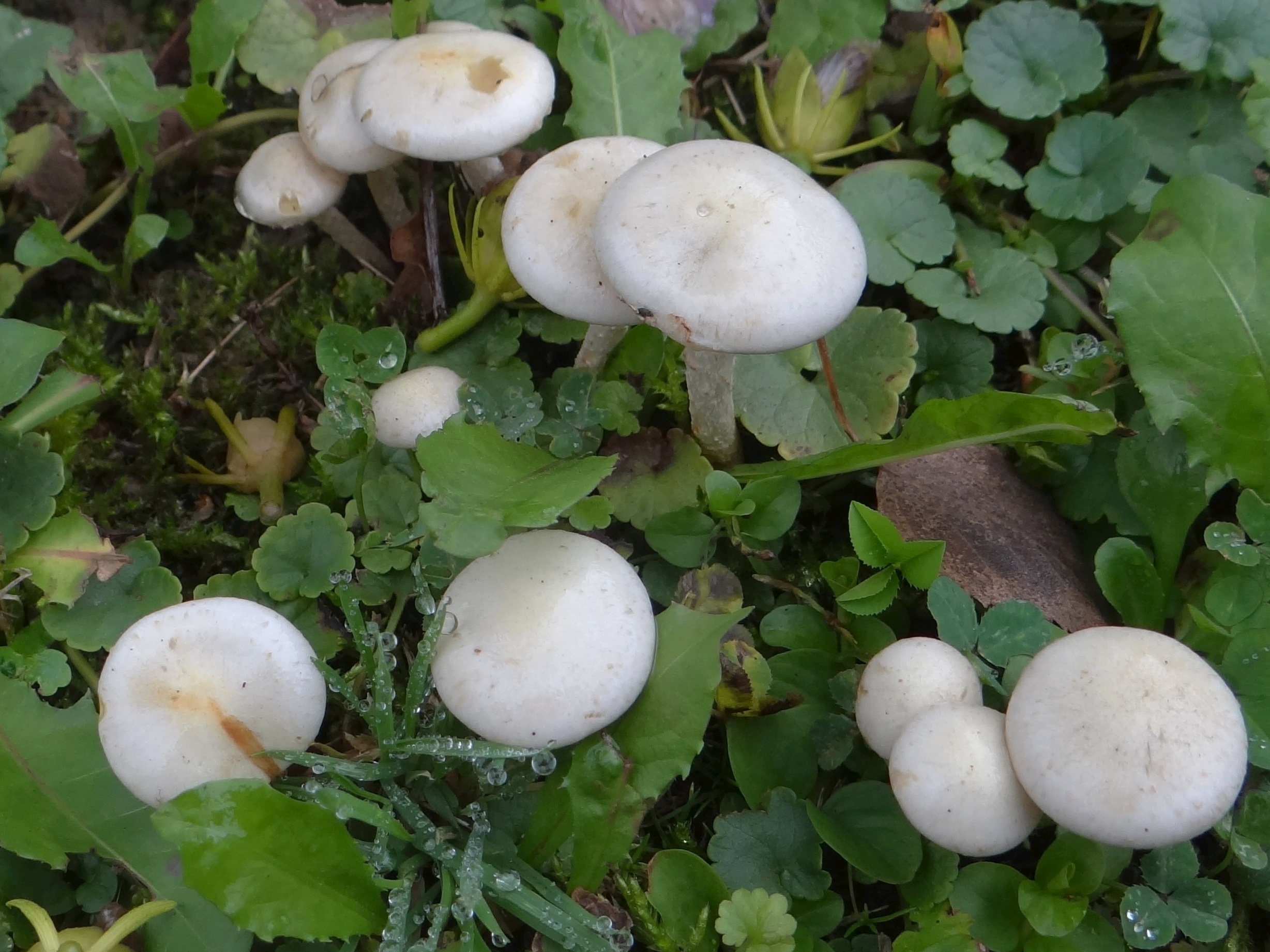
Agrocybe dura
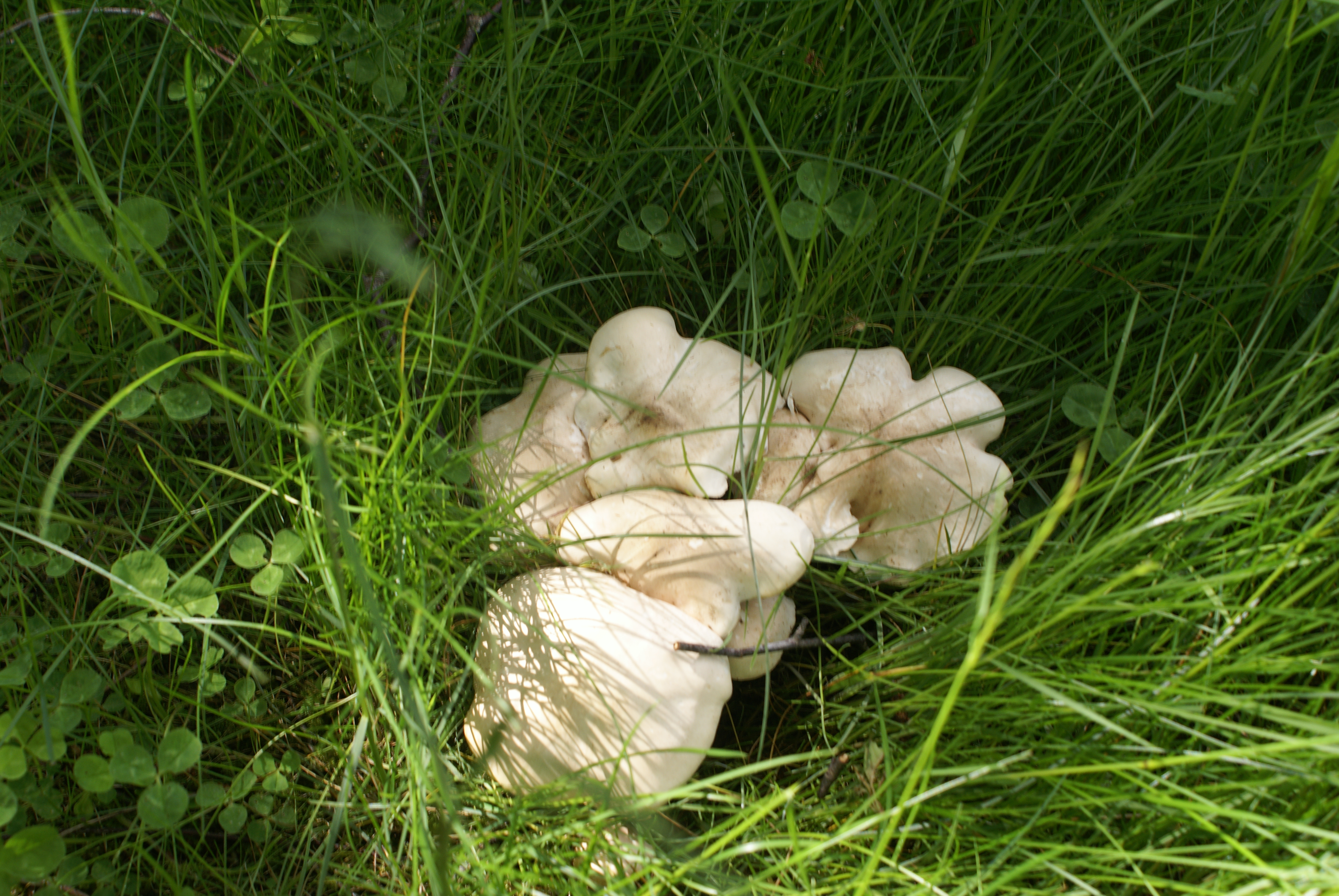
Calocybe gambosa
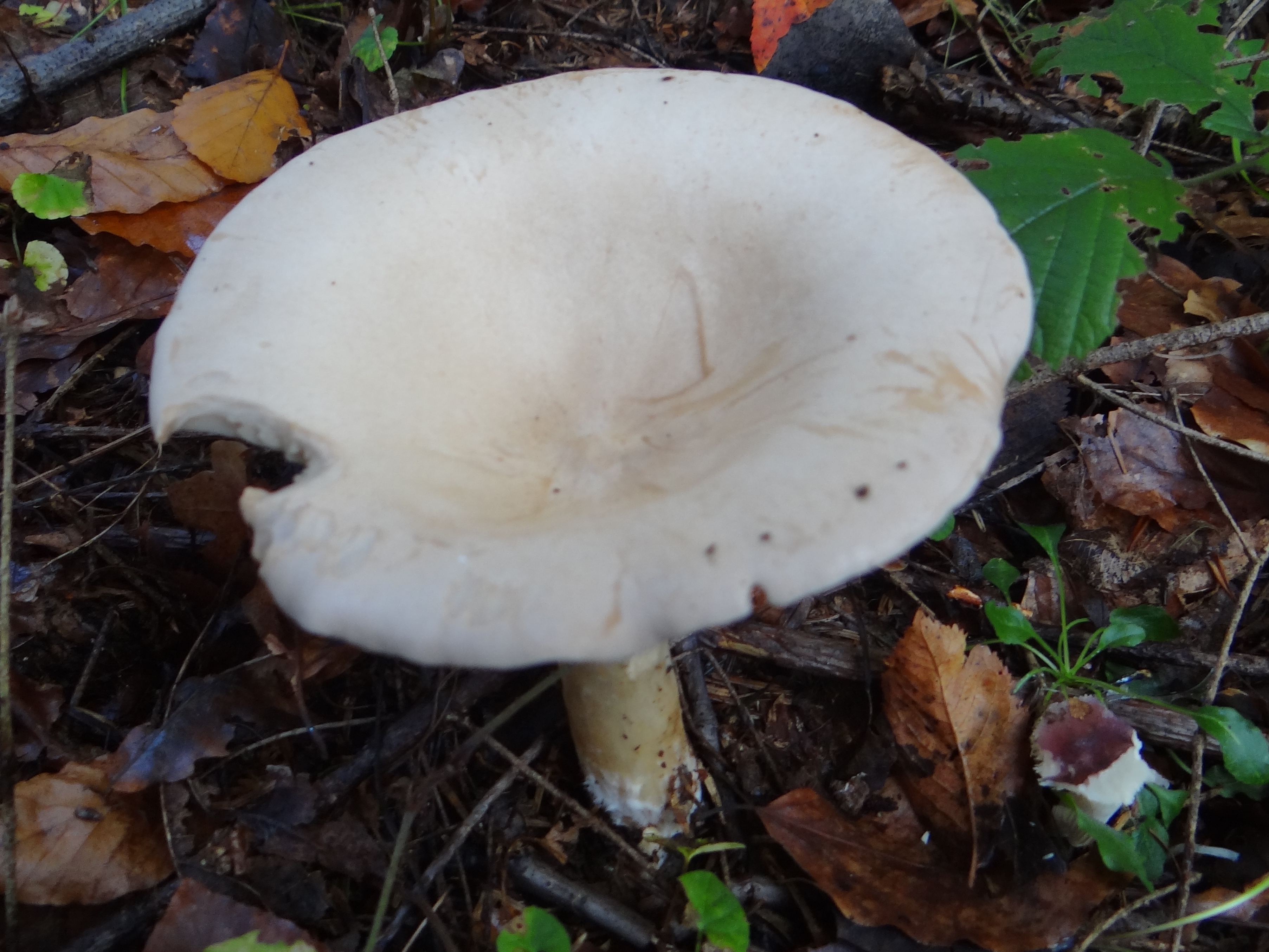
Clitocybe candicans
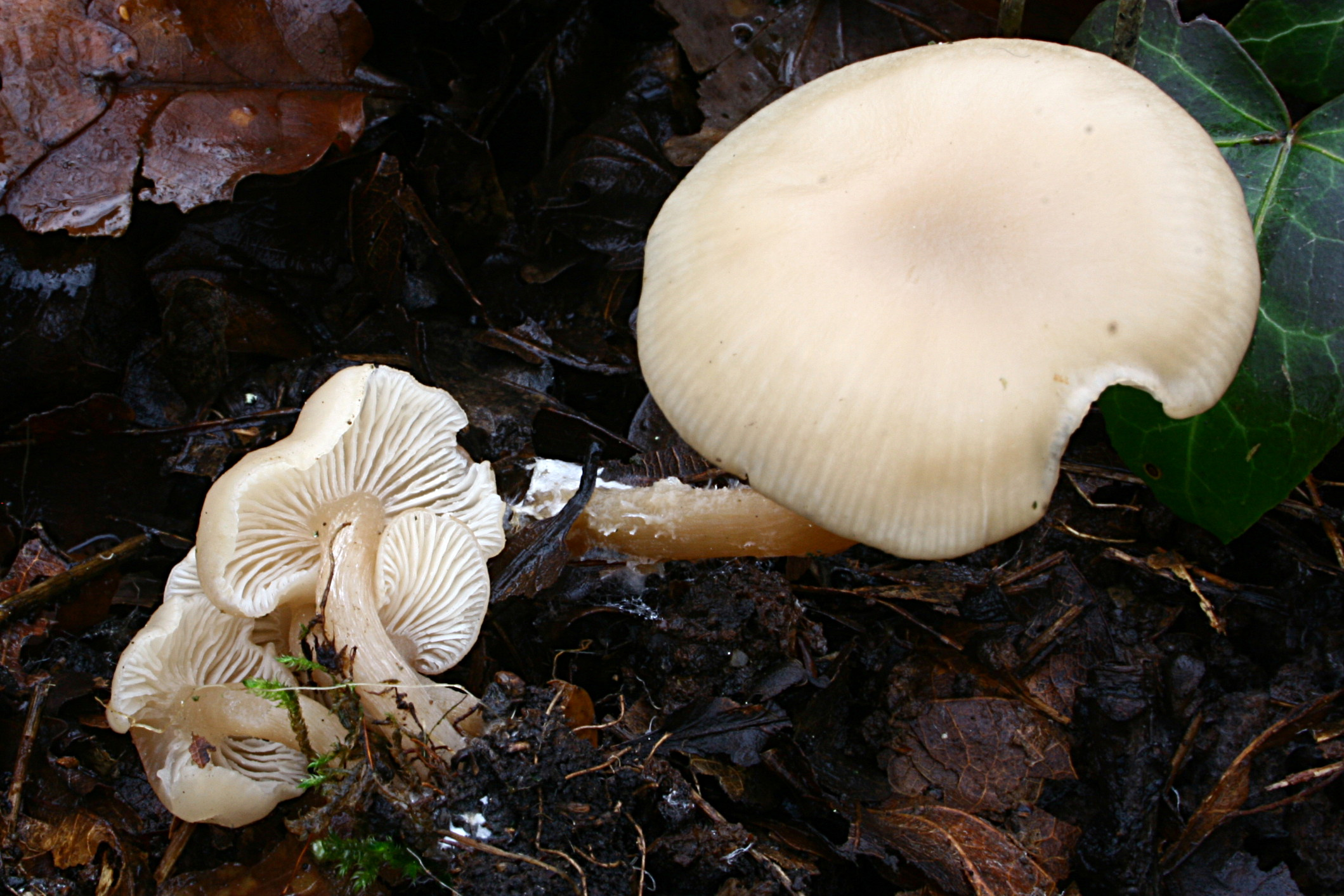
!!Clitocybe fragrans!!
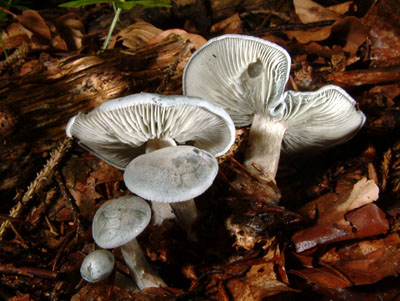
Clitocybe odora
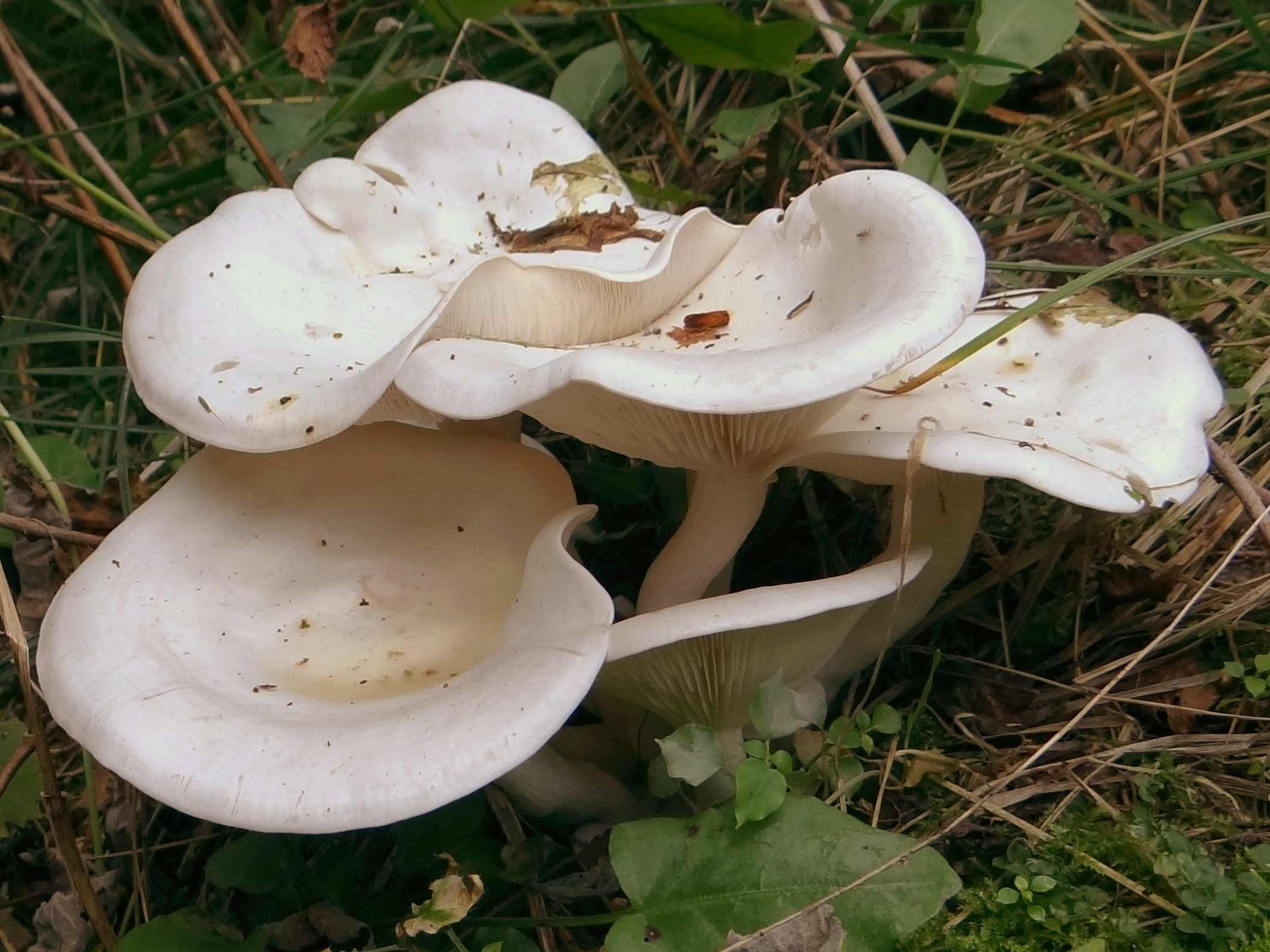
!!!Clitocybe phyllophila sin. cerussata!!!

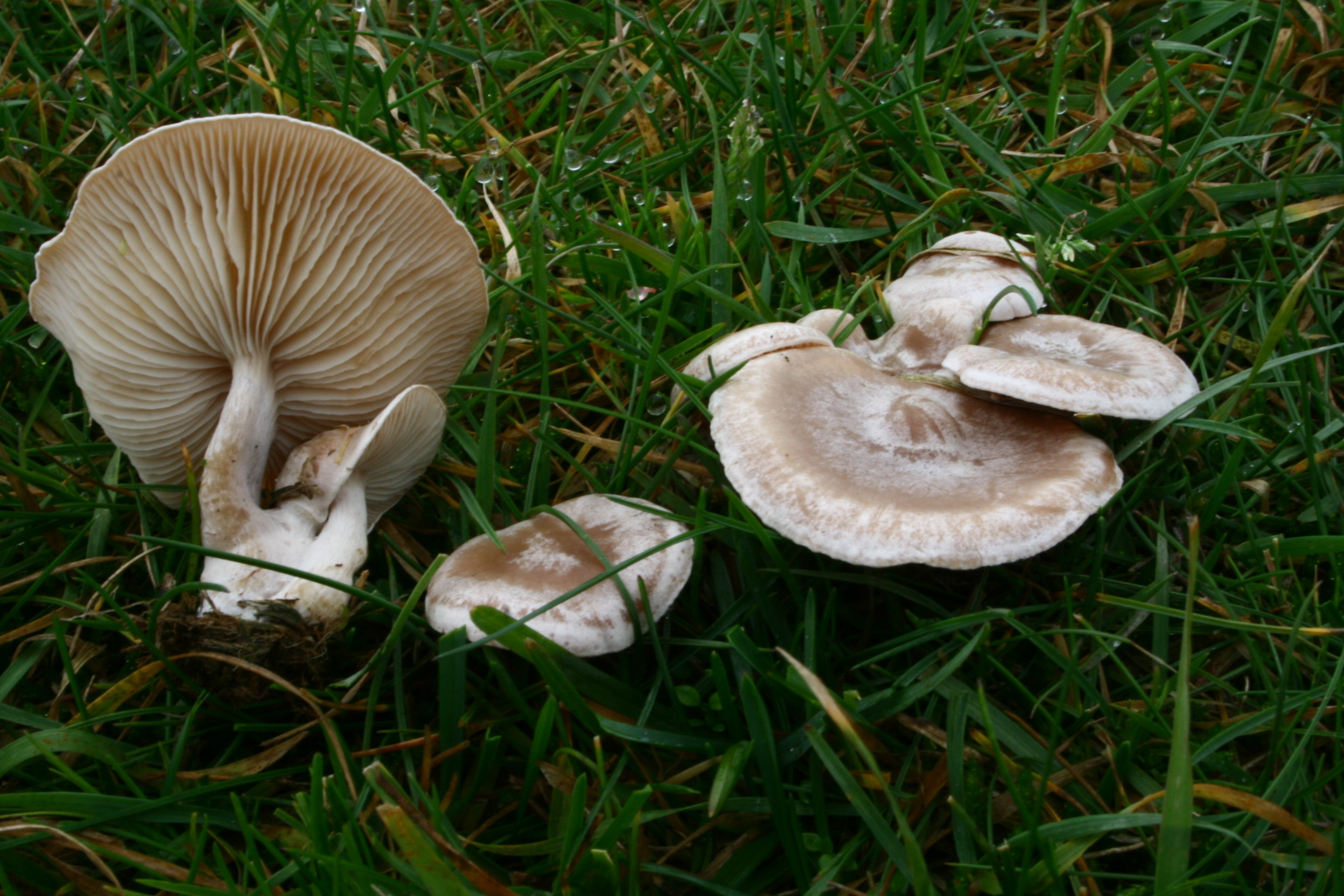
!!!Clitocybe rivulosa!!!
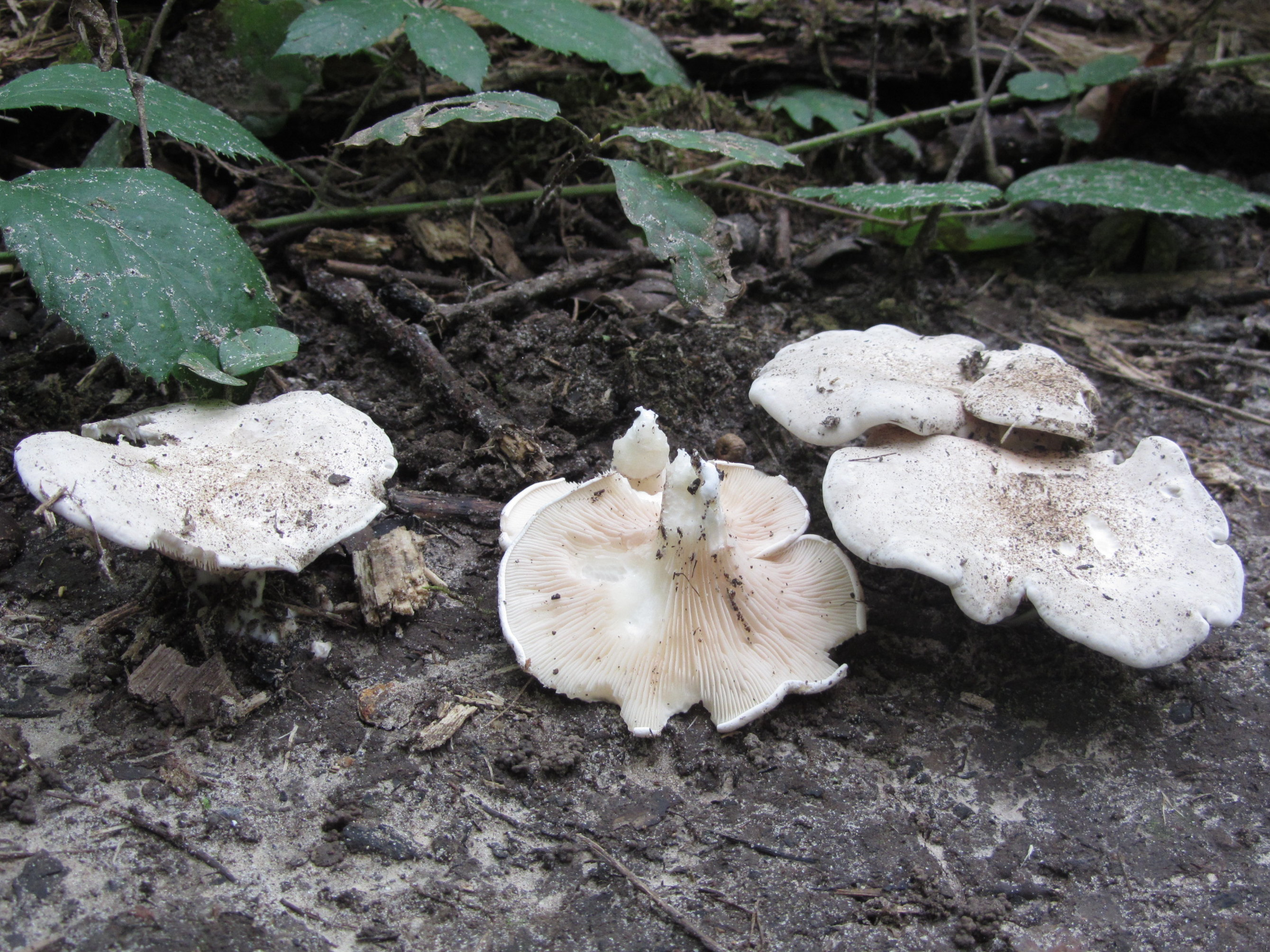
Clitopilus prunulus
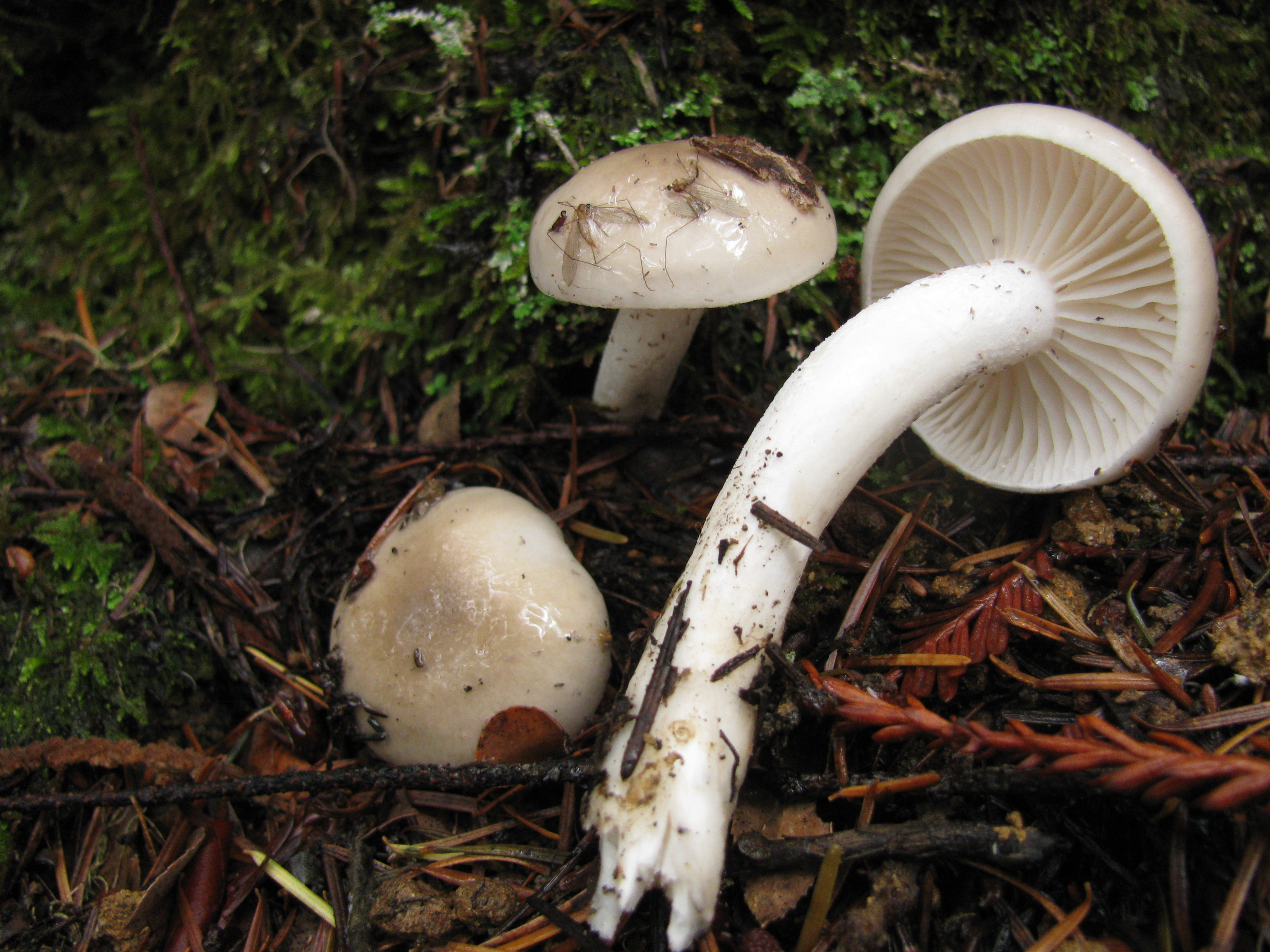
Hygrophorus agathosmus
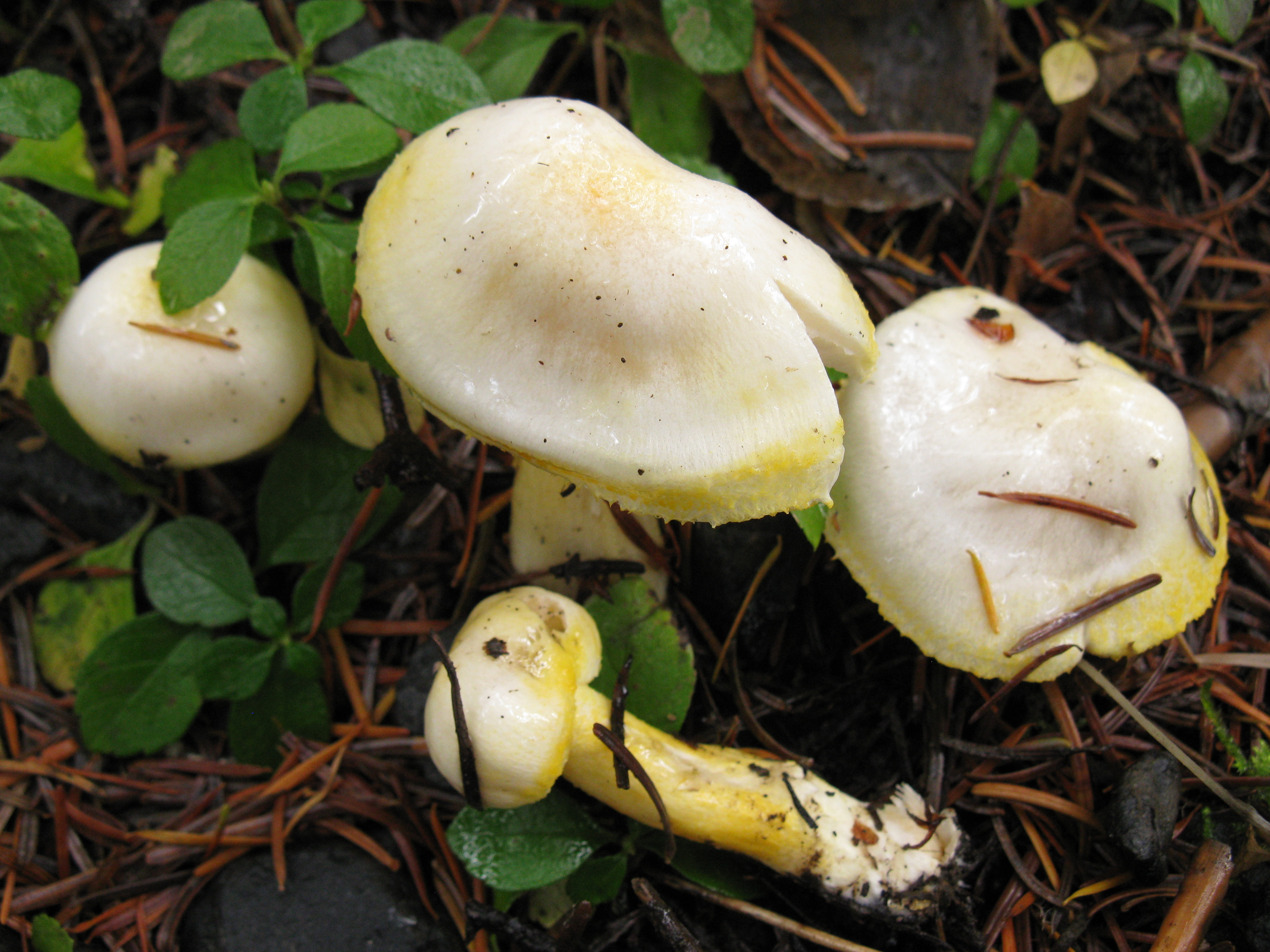
Hygrophorus chrysodon
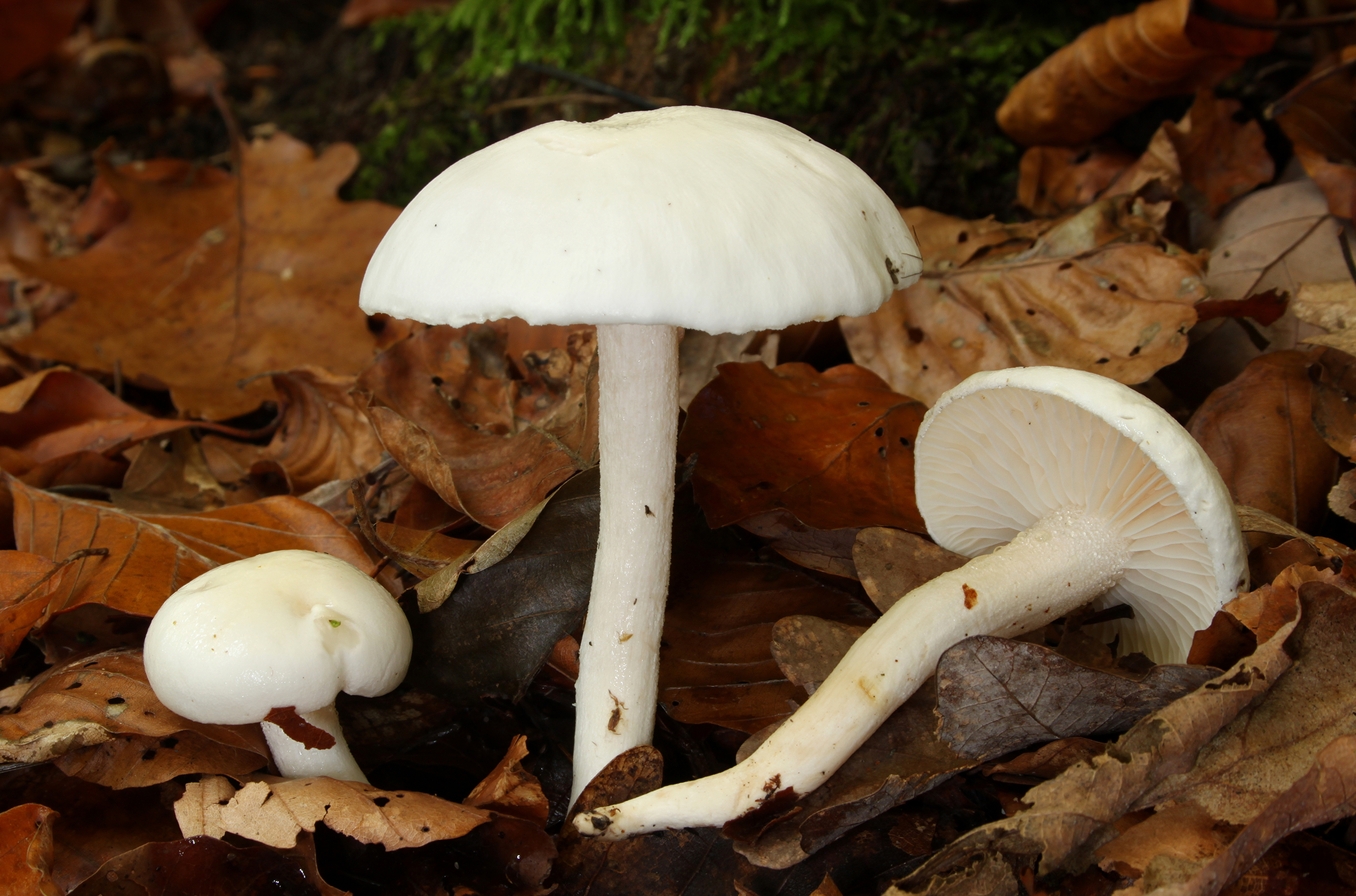
Hygrophorus karstenii sin. eburneus

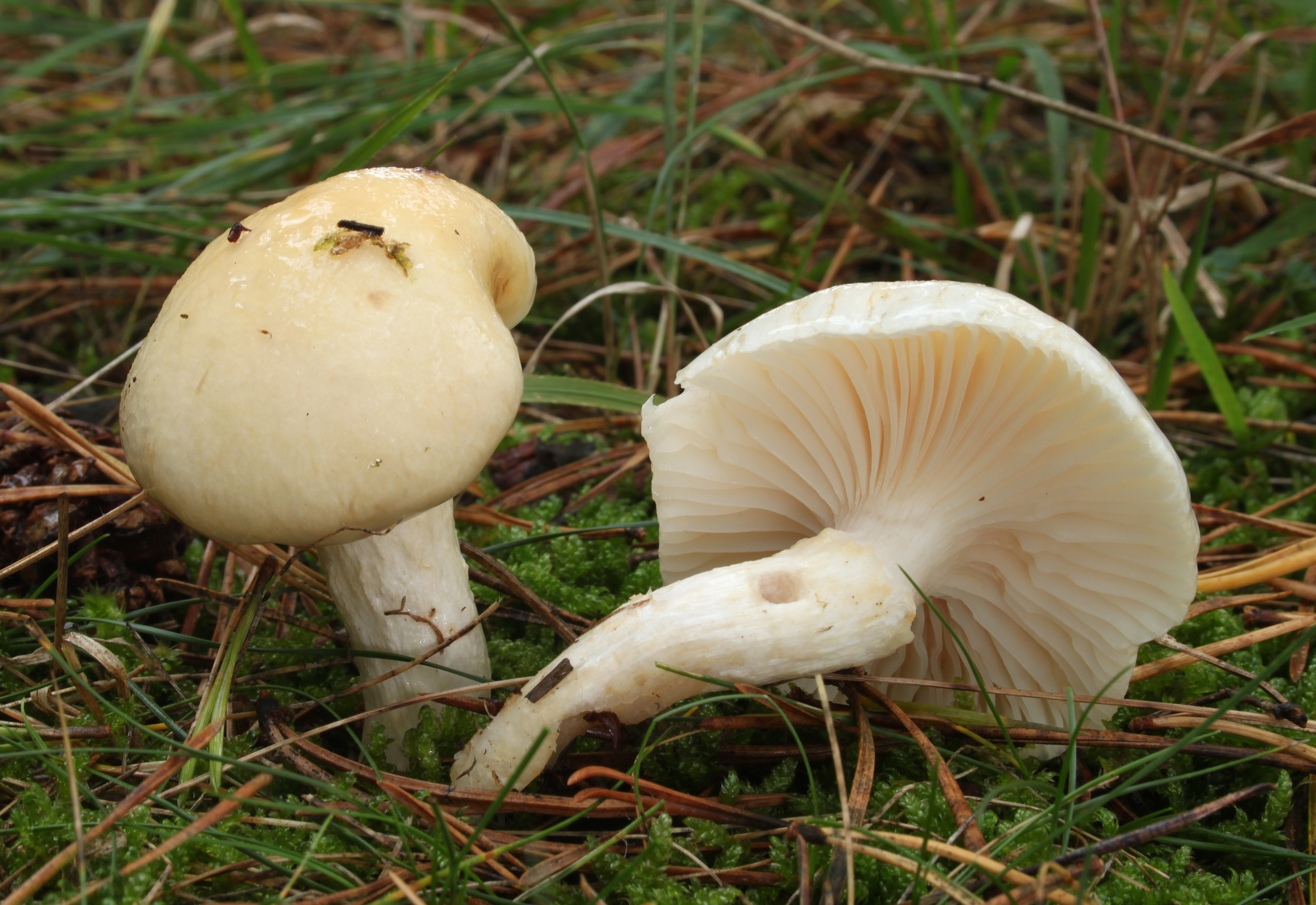
Hygrophorus ligatus
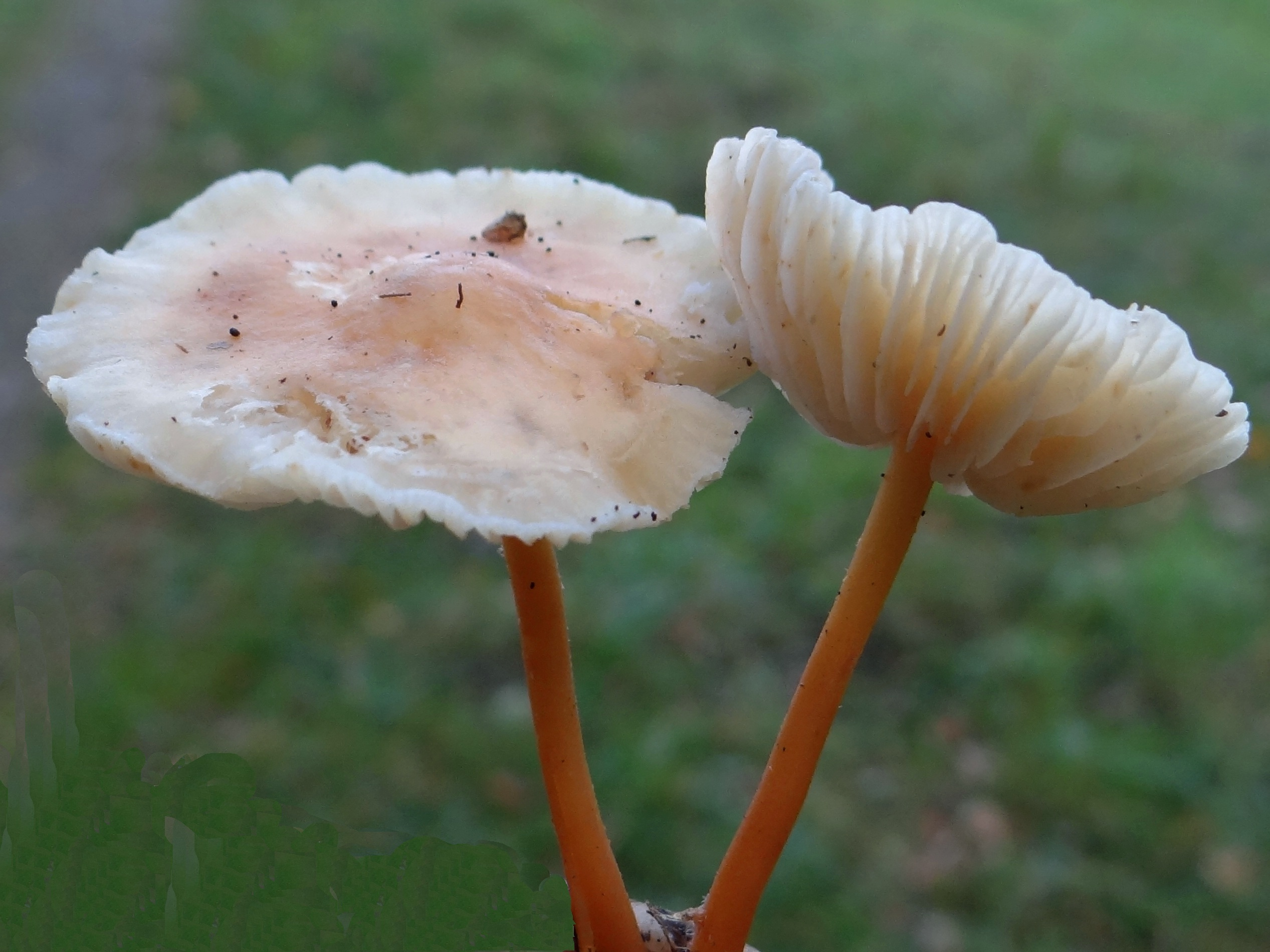
Marasmius oreades
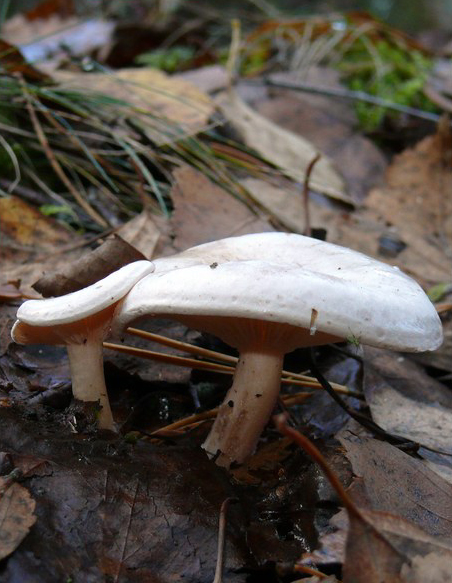
Leucocybe connata sin. Clitocybe connata, Lyophyllum connatum
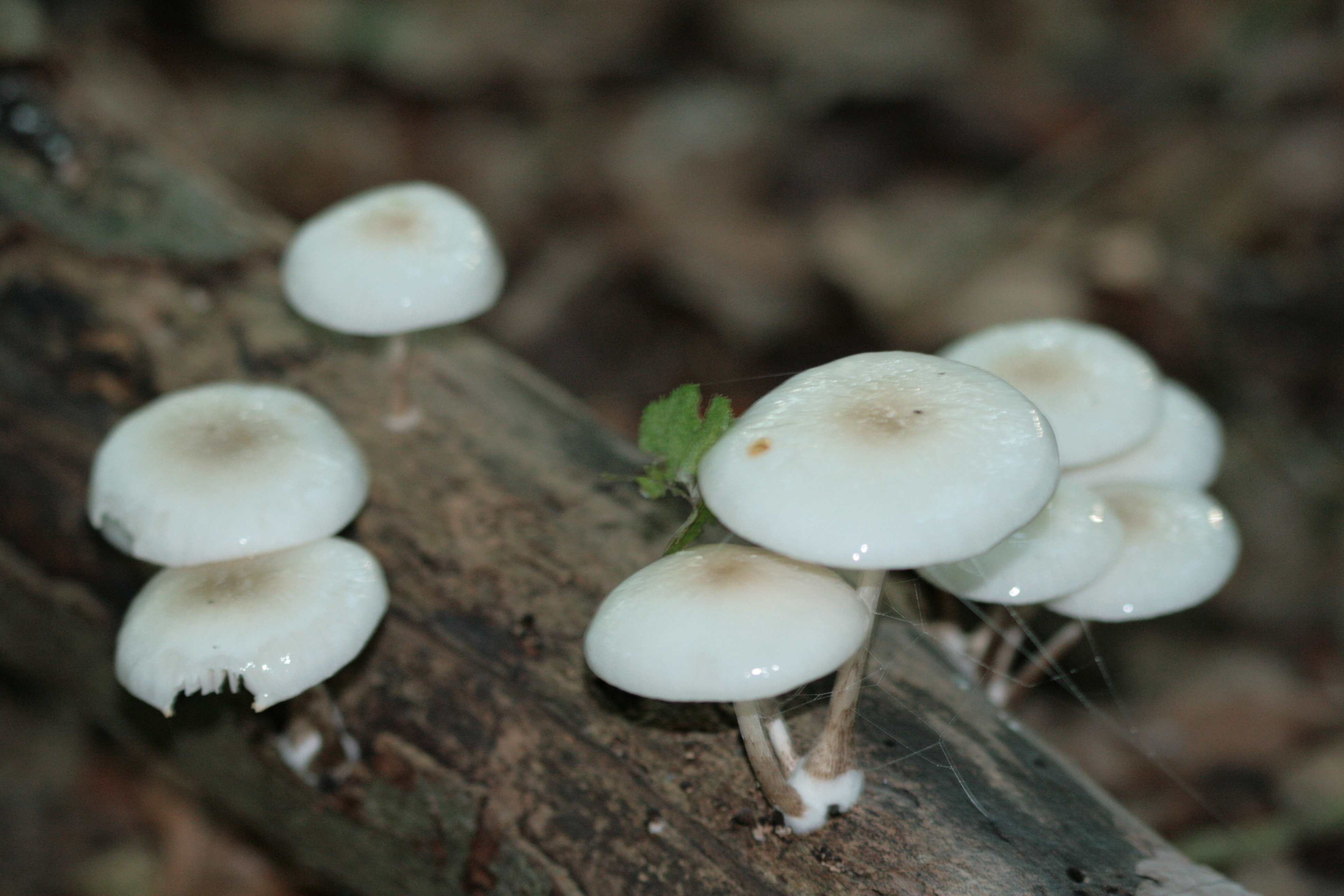
Oudemansiella mucida

## Toxicitate
Ciuperca este extrem de periculoasă pentru că conține muscarină în mare cantități care pricinuește adesea oară decesul, această formă de intoxicație numindu-se Sindromul colinergic (sudoral). Simptomele, în termen de 30 de minute la două ore de la ingestie, sunt salivație, transpirație și lăcrimații cu hipotensiune și puls lent. La o intoxicare mai slabă, semnele de intoxicație dispar după câteva ore. Cu doze mai mari, aceste prime simptome sunt urmate de dureri abdominale, greață severă, diaree, constricție pupilară cu vedere încețoșată și dificultăți respiratorii similare astmei (care pot fi deja letale) precum unui edem pulmonar din care rezultă deseori o insuficiență cardiacă. Victimele sunt în primul rând bolnavi, bătrâni și copii.
Dacă există suspiciunea, că o persoană ar fi consumat o ciuperca cu muscarină, se indică provocarea vomei, administrarea cu cărbune medical de 0,5-1g / kg care poate să întârzie aportul de otravă și consumul de cât mai multe lichide, cel mai bine ionice (care pot fi vitale în special la copiii mici). Din cauza posibilității de complicații grave care, cum deja scirs, pot implica plămânii și inima, fiecare caz trebuie monitorizat clinic cu control ECG până când toate simptomele au dispărut. Ca antidot este utilizat atropină (adulti: 1–2 mg/kg; copii 0,02 mg/kg).
Ciupercile mici albe sunt aproape întotdeauna periculoase! Începători ar trebui să evite mereu ciupercile albe de astfel de măsură!